# Антоновка (Аліковський район)
Анто́новка (рос. Антоновка, чув. Антоновка) — виселок у складі Аліковського району Чувашії, Росія. Входить до складу Чувасько-Сорминського сільського поселення.
Населення — 10 осіб (2010; 21 у 2002).
Національний склад:
- чуваші — 100 %